# Fifi Abdou
Pour les articles homonymes, voir Abdou.
Fifi Abdou (arabe : فيفى عبده, (née Atiyat Abdul Fattah Ibrahim عطيات عبد الفتاح إبراهيم, le 26 avril 1945, au Caire) est une danseuse orientale et actrice égyptienne. Star de la danse orientale égyptienne et du style baladi, elle est également connue pour sa forte personnalité. En Égypte, de nos jours, elle est davantage considérée comme une actrice et perçue comme une femme dominante car ses rôles l'amènent souvent à combattre ou prendre le pouvoir sur les hommes.

## Biographie

### Enfance et débuts
Fifi Abdou est la parfaite incarnation de la Bent El Balad, la fille de la campagne débarquée en ville. Née dans un village près du Caire, son père est policier et sa mère s'occupe d'une fratrie de 11 enfants. Devant les films égyptiens, elle admire les figures de proue de l'âge d'or telles que Samia Gamal ou Tahia Carioca en imitant leur danse. À l'âge de 12 ans, elle fuit avec la fille d'une famille voisine qui fait partie d'une troupe folklorique. Ses parents cèdent et la laissent rejoindre une troupe de danse. Elle travaille également un peu comme mannequin.

### Carrière
Dès 13 ans, Fifi Abdou est soliste dans la troupe et acquiert une petite notoriété au début des années 1970. Elle devient une danseuse star du cabaret Arizona au Caire. Au fil des années, elle dansera également au Meridien, au Mena House et au Gezira Sheraton. Ses prestations duraient souvent jusqu'à deux heures et il se dit qu'elle reçut jusqu'à 10 000$ par soirée. En plus de la danse, son spectacle pouvait également inclure des numéros de cirque ou d'autres arts. Le journal marocain La Vie Eco écrit en 2004 qu'avant sa retraite, Fifi Abdou possédait 5 000 costumes dont le plus cher était estimé à 40 000$.
En Égypte, elle est aujourd'hui vue avant tout comme une actrice pour avoir joué dans des feuilletons et téléfilms populaires. En 2006, elle était notamment tête d'affiche de Souq El Khudar, jouant une commerçante têtue au cœur d'une histoire d'amour. Pour son rôle dans le drame Al Hakika wa Al Sarab elle fut payée  un million de livres égyptiennes. Une de ses fiertés est également d'avoir représenté un film égyptien en France, lors du Festival de Cannes.

### Polémiques
Fifi Abdou fut fortement critiquée par certains Égyptiens affirmant que sa danse était contraire aux principes de l'Islam. De fait, elle passe une bonne partie de sa vie devant les tribunaux. En 1991, elle est jugée coupable de « mouvements dépravés » par le tribunal du Caire et condamnée à trois mois de prison. En 1996, elle est cambriolée et on dérobe chez elle 100 000 dollars de bijoux. En 1999, le Grand Mufti Cheik Nasr Farid Wasil publie un édit contre elle l'empêchant d'aller à La Mecque pour le hajj, avant de se rétracter. Toujours en 1999, Fifi Abdou attaque le gouvernement égyptien pour des litiges fiscaux. En 2003, Fifi Abdou dépose plainte contre le chanteur Medhat Saleh pour dettes impayées et poursuit également son ex-femme, l'actrice Shireen Saif, qui l'accuse d'être la cause de l'échec de leur mariage.

## Vie personnelle
Fifi Abdou se marie cinq fois et élève trois filles. Liée d'amitié avec son idole Tahia Carioca, elle adopte sa fille à la mort de cette dernière.
Elle serait une des femmes les plus riches d'Égypte et soutient par ses dons des associations pour les pauvres du Caire. Dans tous les cas, Fifi Abdou ne laisse pas indifférent et a même dû faire face à de nombreuses rumeurs : mariage, décès, suicide. On la dit également entourée de six managers et à peu près autant de gardes du corps.

## Style artistique
Avec sa forte personnalité, Fifi Abdou affirme n'avoir jamais appris à danser et avoir une inspiration innée pour tous ses mouvements. Cela lui vaut là encore quelques critiques à propos de ses limites techniques et de son répertoire limité de mouvements. Fifi Abdou danse toujours en improvisant, principalement avec des mouvements forts de bassin et de ventre très contrôlés.
Fifi Abdou se distingue par ses talents scéniques et son interprétation, son attitude et ses mimiques assez coquines et joueuses.
Elle danse parfois avec des accessoires : sa célèbre chicha ou un chandelier porté sur la tête.